# Tiny Vipers
Tiny Vipers är en singer/songwriter från Seattle, född 1983. Hennes riktigt namn är Jesy Fortino. Hennes debutalbum "Hands Across the Void" släpptes på Sub Pop Records år 2008. Hennes uppföljare "Life on Earth" släpptes i juli 2009.
Tiny Vipers har besökt Sverige en gång, i november 2008, då som förband åt Damien Jurado.